# Residencia universitaria

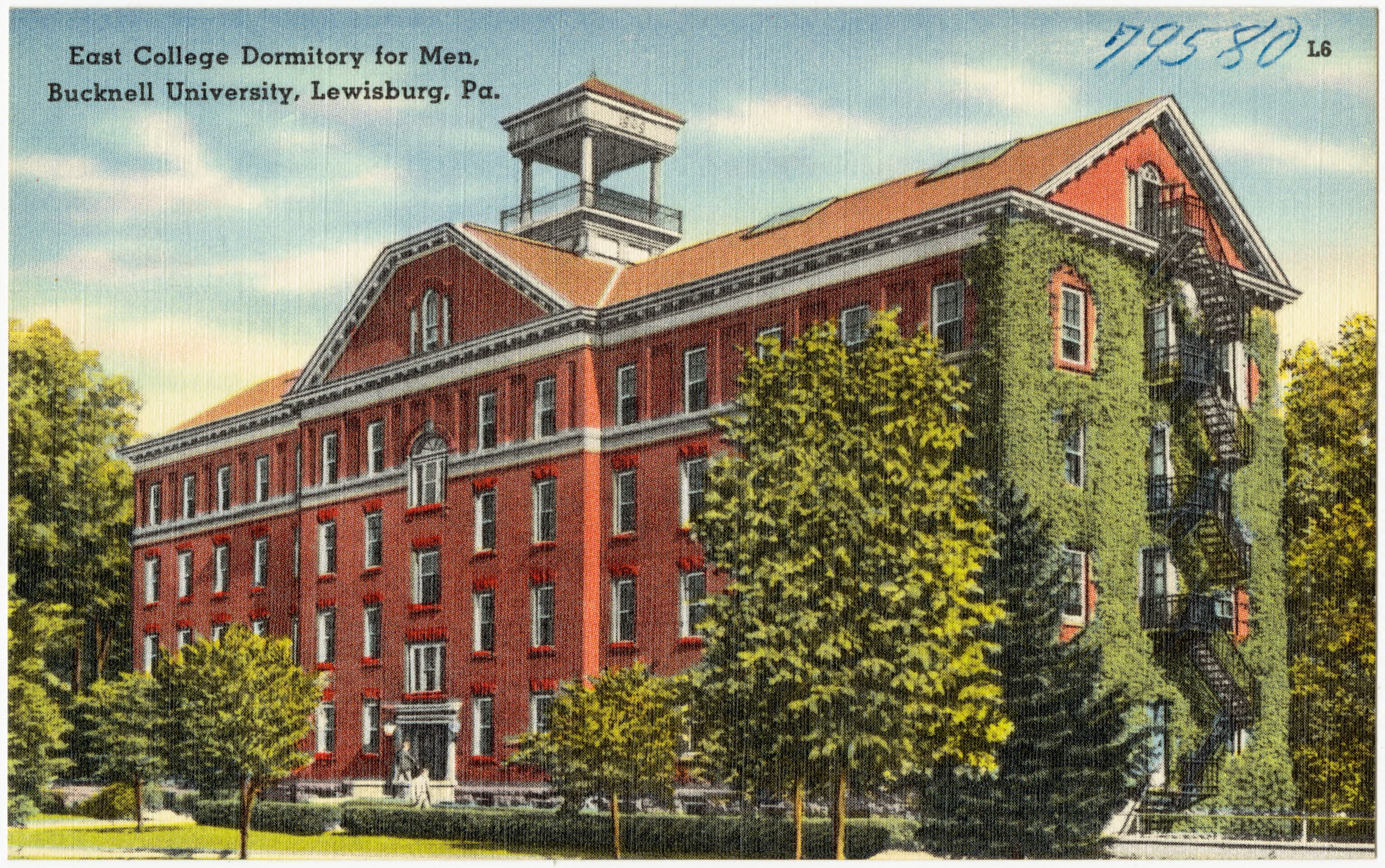
Residencia universitaria de la Universidad Bucknell.

Una residencia universitaria es un centro que proporciona alojamiento a los estudiantes universitarios. Frecuentemente el centro se encuentra integrado o adscrito a una universidad, pero también existen residencias independientes de las universidades.
Las residencias universitarias normalmente están situadas en los propios campus o en sus inmediaciones. En general, suelen ofrecer desde el alojamiento y la manutención hasta lavandería y biblioteca. 
En la actualidad, muchas residencias universitarias ofrecen servicios de limpieza, seguridad, mantenimiento, instalaciones deportivas y de ocio, y habitaciones o estudios con todas las comodidades integradas en el espacio individual, como cocina y baño privado.

## Diferencias entre Residencia Universitaria y Colegio Mayor en España
En España, la Ley 49/2002 reconoce a los colegios mayores universitarios como entidades de especial protección por su carácter benéfico-docente.
Los Colegios Mayores son centros universitarios reconocidos por la ley. Deben cumplir una serie de requisitos, como son estar adscritos a una universidad, tener un programa formativo y estar al servicio de la comunidad universitaria.
Por el contrario, las residencias son únicamente alojamientos para estudiantes.
Los Colegios Mayores no tienen ánimo de lucro. La ganancia económica se revierte íntegramente en el mantenimiento de las instalaciones y servicios del centro, así como a la mejora continua del programa formativo y cultural. Por su parte, las residencias son un negocio privado cuyo fin es obtener rédito económico con su producto.
Los Colegios Mayores tienen el fin social de proporcionar una formación integral complementaria a los estudiantes. Esto se consigue mediante eventos culturales (conferencias, talleres, coloquios, tertulias, conciertos, teatro, cine, radio, etc.), cursos formativos (por ejemplo, en competencias transversales , política, economía, ciencia, etc.) y actividades deportivas y de ocio. Este fin social de los Colegios Mayores no existe en las residencias universitarias.
Los Colegios Mayores son espacios de convivencia, participación democrática y pluralidad. Los colegiales forman parte de la organización del centro y, por tanto, tienen poder de decisión sobre sus reglamentos. Las residencias, por su parte, no contemplan esta participación.
| Colegio Mayor                                                                                     | Residencia |
| ------------------------------------------------------------------------------------------------- | --- |
| Son centros universitarios reconocidos por ley                                                    | No son centros universitarios reconocidos por ley                                                                |
| Están constituidos como entidades sin ánimo de lucro                                              | Tienen distintas personalidades jurídicas, muchas de ellas gestionadas por fondos de inversión                   |
| Su dimensión es eminentemente social                                                              | Su dimensión es eminentemente económica                                                                          |
| Disponen de un proyecto formativo                                                                 | No tienen por qué disponer de un proyecto formativo                                                              |
| Disponen de espacios dotacionales de convivencia y para la formación                              | No tienen por qué ofrecer espacios dotacionales de convivencia y para la formación                               |
| Siguen una estructura democrática y deliberativa                                                  | No siguen una estructura democrática y deliberativa                                                              |
| Son espacios de transmisión de valores ciudadanos                                                 | No tienen por qué ser espacios de transmisión de valores ciudadanos                                              |
| Fomentan la realización de actividades extracurriculares y destinan parte del presupuesto a ello. | No tienen la obligación de ofrecer actividades extracurriculares y tampoco destinan parte del presupuesto a ello |